# José Rino de Avelar Fróis
José Rino de Avelar Fróis (Alfeizerão, Alcobaça, 9 de junho de 1888 — 26 de março de 1966), com o apelido frequentemente grafado Avellar Froes, foi um grande proprietário agrícola, industrial do sector da resina de pinheiro e político, dirigente da Causa Monárquica e membro da I e VI legislaturas da Câmara Corporativa.

## Biografia
Nasceu em Alfeizerão, filho de Júlia Máxima Pereira Rino e de seu marido Vitorino de Avelar Froes (1862-1934), abastado proprietário rural da Quinta Nova de São José (conhecida por Quinta de Alfeizerão), agricultor e criador de gado bravo, afamado cavaleiro tauromáquico, personalidade de fino trato e bem relacionada com a alta sociedade de Lisboa, incluindo o rei D. Carlos que o chegou a visitar mais que uma vez Alfeizerão e ali fazer piqueniques.
Estudou em Lisboa, concluindo o Curso Superior de Letras com um a licenciatura no então designado Curso Diplomático. Manteve o relacionamento com a elite política e económica de Lisboa que herdara de seu pai, assumindo-se como monárquico aquando da implantação da República Portuguesa, altura em que permaneceu no círculo dos apoiantes de deposto rei D. Manuel II. Nesse contexto participou nas incursões monárquicas de 1911-1912 e teve papel relevante no fracassado apoio à contra-revolução monárquica de janeiro de 1919 em Lisboa e à efémera Monarquia do Norte que dela resultou. Foi também um dos adeptos destacados do Integralismo Lusitano e da Causa Monárquica, transitando depois para o campo dos apoiantes do Estado Novo, tendo participado em 1934 no I Congresso da União Nacional.
Dedicou-se à gestão das propriedades da família, como agricultor e administrador de empresas. Destacou-se como director da União Resineira Portuguesa, tendo papel importante na modernização das explorações de resina de pinheiro e na estruturação do respectivo grémio. Foi também presidente da Casa do Povo de Alfeizerão, passando a interessar-se por estas estruturas corporativas. 
Como presidente da direcção da União dos Grémios dos Industriais Exportadores de Produtos Resinosos integrou a Câmara Corporativa, organismo esteve presente em duas legislaturas, a I legislatura (1935-1938), em que integrou a secção dos «Produtos florestais», e na VI legislatura onde integrou a secção de «Agricultura e pecuária» (2.ª Subsecção – Vinhos).
Subscreveu e relatou diversos pareceres, com destaque para os referentes a políticas florestais, nomeadamente um referente à plantação de eucaliptos, e à organização corporativa da agricultura. Tendo presidido a uma casa do povo, também se dedicou a matérias referentes àquelas estruturas corporativas, nomeadamente à constituição de federações de casas do povo e à sua cooperação  com as instituições de previdência em matéria de construção de habitações económicas.
Casou com María Josefa Morales de los Ríos y Burnay, da Casa dos Condes de Morales de Los Ríos, em Espanha. O seu nome é recordado na toponímia de Alfeizerão.